# 頸城バスストップ
頸城バスストップ（くびきバスストップ）は、新潟県上越市頸城区の北陸自動車道上にある高速バス停留所である。

## 停車する路線

### 県外線
- 直江津・高田・柏崎 - 池袋線（池袋行は乗車のみ、直江津行は降車のみ）
上越インター富岡BS - 頸城BS - 潟町BS

### 県内線
- 【ときライナー】Ｊ 上越線
上越インター富岡BS - 頸城BS - 潟町BS
- 【ときライナー】Ｉ 糸魚川線
木田BS - 頸城BS - 潟町BS

### 乗り換え
頸城自動車 「高速頸城バス停入口」バス停（当バス停から徒歩約5分）
- 21系統　直江津・百間町線（島田経由）
  - 路線バスの本数が少ない為、注意が必要。

## 隣
北陸自動車道
(32)上越IC - 頸城BS - (32-1)大潟PA/スマートIC - 潟町BS - (34)柿崎IC